# تخم‌مرغ‌های سبز و ژامبون
تخم‌مرغ‌های سبز و ژامبون یک کتاب کودک است که توسط دکتر زوس برای اولین بار در تاریخ ۱۲ اوت سال ۱۹۶۰ منتشر شده‌است. در سال ۲۰۱۹ فروش کتاب به ۸ میلیون نسخه در سراسر جهان رسید.
داستان در چندین روایت بیان شده‌است که شروع آن از داستان سال ۱۹۷۳ دکتر راس شروع می‌شود که با صدای بازیگران Paul Winchell به‌عنوان راوی اول شخص بیان شده‌است او گوینده سم من هستم نیز بوده‌است.

## طرح داستان
داستان در ارتباط با شخصیت ناشناسی است که تخم سبز و ژامبون دوست ندارد و دشمن او سام-من-هستم است که می‌خواهد او را به خوردن آن مجبور کند. داستان می‌شود خودداری کنند به عنوان سام مصرانه رقیب خود را از طریق مجموعه ای از نقاط (در یک خانه در یک جعبه در یک ماشین در یک درخت بر روی یک قطار در تاریکی در باران بر روی یک قایق) و همراهان او (یک موش و روباه و بز) دنبال می‌کند. شخصیت در نهایت می‌پذیرد که ظرف غذا را امتحان کند فقط با این هدف که سم را مجبور کند"اجازه دهید که باشد". بعد از امتحان غذا متوجه ممی شود که غذا بسیار خوشمزه است و با خوشحالی پاسخ می‌دهد: "من تخم مرغ‌های سبز و ژامبون را بسیار دوست دارم. متشکرم. متشکرم "سام-من-هستم."

## پیشینه
تخم مرغ‌های سبز و ژامبون در دسته کتابهای مبتدی قرار می‌گیرد که توسط زوس برای خوانندگان مبتدی و با واژگان بسیار ساده نوشته شده‌است. واژگان متن متشکل از فقط ۵۰ کلمه است و در نتیجه یک شرط‌بندی که بین زوس و بنت سرف، ناشر کتاب زوس اتفاق افتاد آغاز شد. آنها ادعا می‌کردند که زوس (پس از اتمام کتاب گربه کلاه به سر با استفاده از ۲۳۶ کلمات) نمی‌تواند کل یک کتاب به همان تعداد واژه محدود به اتمام برساند. ۵۰ واژه ای که استفاده شده اینها هستند: یک، هستم، و، کجا، می، شود، قایق، جعبه، خودرو، می‌تواند، تاریک، انجام، خوردن، تخم مرغ، فاکس، بز، خوب، سبز، ژامبون، اینجا خانه من، اگر، در، اجازه دهید، مانند، ممکن، من، موس، نه، یا، باران، سام، می‌گویند، ببینید، تا، تشکر، آن، آنها، آنجا، آنها، آموزش، درخت، سعی خواهد شد، با، ممکن است، شما.

## پذیرش و تأثیر فرهنگی
تخم مرغ‌های سبز و ژامبون در تاریخ ۱۲ اوت سال ۱۹۶۰ منتشر شد. در سال ۲۰۰۱ به چهارم پرفروش‌ترین کتاب نوشته شده برای کودکان به زبان انگلیسی معرفی شد. درسال ۲۰۱۴ این کتاب به فروش ۸ میلیون نسخه رسید. در سال ۱۹۹۹ انجمن ملی آموزش و پرورش (NEA) با انجام یک نظرسنجی آنلاین از کودکان و معلمان به جستجوی ۱۰۰ محبوب‌ترین کتاب کودکان پرداخت.